# Педра-Бранка-ду-Амапари
Педра-Бранка-ду-Амапари (порт. Pedra Branca do Amapari) — муниципалитет в Бразилии, входит в штат Амапа. Составная часть мезорегиона Юг штата Амапа. Входит в экономико-статистический микрорегион Макапа. Население составляет 10 772 человек на 2010 год. Занимает площадь 9625,214 км². Плотность населения — 1,12 чел./км².

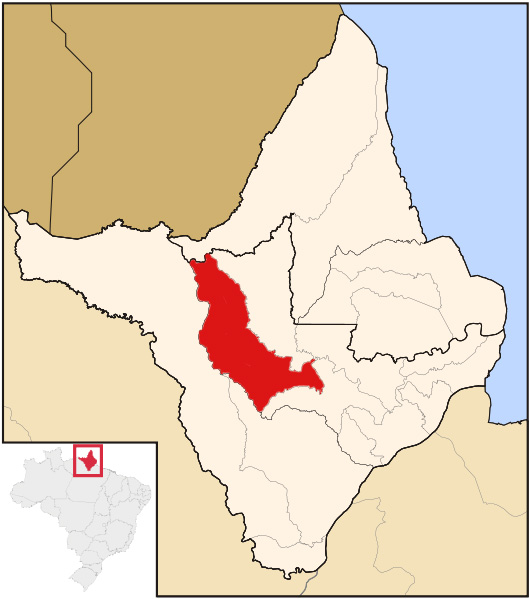
Педра-Бранка-ду-Амапари на карте штата.

## История
Город основан в 1992 году.

## Границы
Муниципалитет Педра-Бранка-ду-Амапари граничит
- на северо-востоке —  муниципалитет Серра-ду-Навиу
- на юго-востоке —  муниципалитет Порту-Гранди
- на юго-западе —  муниципалитет Мазаган
- на западе —  муниципалитет Ларанжал-ду-Жари
- на северо-западе —  муниципалитет Ояпоки

## Демография
Согласно сведениям, собранным в ходе переписи 2010 г. Национальным институтом географии и статистики (IBGE), население муниципалитета Педра-Бранка-ду-Амапари составляет
| Полное население                               | Полное население                               | Полное население                               | Полное население                               | 10 772 |
| ---------------------------------------------- | ---------------------------------------------- | ---------------------------------------------- | ---------------------------------------------- | ------ |
| в том числе                                    | Городское население                            | 5963                                           | Процент городского населения, %                | 55,36  |
|                                                | Сельское население                             | 4809                                           | Процент сельского населения, %                 | 44,64  |
|                                                | Мужское население                              | 5866                                           | Процент мужского населения, %                  | 54,46  |
|                                                | Женское население                              | 4906                                           | Процент женского населения, %                  | 45,54  |
| Плотность населения, чел/км²                   | Плотность населения, чел/км²                   | Плотность населения, чел/км²                   | Плотность населения, чел/км²                   | 1,12   |
| Население муниципалитета в % к населению штата | Население муниципалитета в % к населению штата | Население муниципалитета в % к населению штата | Население муниципалитета в % к населению штата | 1,61   |

По данным оценки 2015 года, население муниципалитета составляет 13 988 жителей.

## Важнейшие населенные пункты
| № | Населённый пункт        | Населённый пункт (порт.) | Категория         | Население чел. (2010) (место среди н.п. штата) | На карте                       |
| - | ----------------------- | ------------------------ | ----------------- | ---------------------------------------------- | ------------------------------ |
| 1 | Педра-Бранка-ду-Амапари | Pedra Branca do Amapari  | город             | 5963 (11)                                      | 0°46′39″ с. ш. 51°57′09″ з. д. |
| 2 | Агуа-Фриа               | Água Fria                | поселок           | 720 (29)                                       | 0°48′21″ с. ш. 51°58′46″ з. д. |
| 3 | Марири                  | Mariry                   | индейская деревня | 228 (64)                                       | 1°11′08″ с. ш. 52°53′32″ з. д. |